# Noi (miniserie televisiva)
Noi è una miniserie drammatica prodotta in Italia nel 2004, diretta da Peter Exacoustos e con protagonisti Barbara D'Urso, Enzo De Caro e Alessandro Sperduti.
Le prime tre puntate della miniserie andarono in onda in prima serata su Canale 5 il 19, il 20 e il 27 maggio 2004, mentre l'ultima fu trasmessa il 3 giugno.

## Trama
Michele Avogadro, docente universitario di filosofia con la passione per la viola, e Chiara Doni, quarantenne con il sogno di riprendere gli studi di architettura, sono una coppia sposata da circa vent'anni che vive in una villa alle porte di Torino. Dal loro matrimonio sono nati due figli, Fabio e Luca, ora adolescenti e alle prese con i problemi tipici dell'età che talvolta non riescono a confidare ai genitori, soprattutto al padre, troppo impegnato con il suo lavoro e con le sue "serate musicali" organizzate in casa.
È proprio durante una di queste serate che Fabio, il primogenito diciottenne, decide di comunicare al padre di aver messo incinta la sua fidanzatina Sonia, una ragazza polacca non ancora ufficialmente presentata ai genitori e non ben vista da Chiara, ma, dopo l'ennesimo diverbio con sua madre, non riesce a dir nulla e sale di nascosto nell'auto nuova di Michele insieme al fratello, guidando a tutta velocità. Quando i due sono sopra un ponte, Fabio perde il controllo del mezzo e l'auto finisce nel canale circostante: Fabio non riesce a liberarsi e muore annegato, mentre Luca si salva, ma riporta delle gravi ferite agli occhi che gli causano cecità; assieme alle ferite fisiche, si aggiungono anche quelle morali, dovute al senso di colpa per essere sopravvissuto a Fabio. La disgrazia crea nei mesi successivi una frattura anche tra Michele e Chiara, che decide di trasferirsi insieme a Luca a Forte dei Marmi, sua città di origine, per occuparsi della ristrutturazione dell'albergo appena ereditato dalla zia materna e nel quale Chiara aveva soggiornato all'età di cinque anni, poco prima che i suoi genitori morissero in un misterioso incidente. Ad accoglierla nell'Hotel Miramare c'è l'enigmatico custode Elio, in combutta con il notaio Crisanti, che spera di mettere le mani sull'albergo, che ha fama di essere “maledetto”, in quanto teatro anni prima di un efferato omicidio.
In Versilia Chiara si rivolge ad un chirurgo, Paolo Reggiani, per risolvere il problema di cecità di Luca: la diagnosi dà qualche speranza di recupero per un occhio, mentre per l'altro occorre un trapianto. In seguito Chiara e Paolo divengono sempre più intimi, mentre Luca, che pian piano recupera parzialmente la vista, fa amicizia con i figli del dottore, Melissa ed Eugenio. Intanto Michele – che da Torino si è trasferito anche lui a Forte, dopo aver lasciato l'incarico in facoltà – rompe definitivamente con la sua amante Liliana, amica di famiglia, e assiste in segreto Sonia che è rimasta incinta di Fabio.
Nel cercare di fare chiarezza sui suoi sentimenti, Chiara sarà costretta anche a fare luce sul mistero della morte dei suoi genitori, legata all'Hotel Miramare.

## Produzione

### Riprese
Le riprese sono state effettuate tra Torino, Roma e Marina di Pietrasanta. Una scena della terza puntata è stata girata all'interno della Mole Antonelliana.

## Colonna sonora
La colonna sonora si avvale di una canzone, Tell Me Why Did You Fly Away, appositamente composta per la miniserie dal duo Pivio e Aldo De Scalzi, e interpretata da Alisia. Altro brano musicale ricorrente è Una canzone d'amore degli 883.